# اچ‌ام‌اس ابی‌سینیا (۱۸۷۰)
اچ‌ام‌اس ابی‌سینیا (۱۸۷۰) (به انگلیسی: HMS Abyssinia (1870)) یک کشتی دفاع ساحلی بود که طول آن ۲۲۵ فوت (۶۹ متر) بود. این کشتی در سال ۱۸۷۰ ساخته شد.